# Norrie May-Wellby
Norrie May-Wellby est une personne australienne non binaire qui a obtenu le droit officiel de n'être reconnue « ni homme, ni femme ».

## Biographie
Norrie May-Wellby a été assignée garçon à sa naissance, en 1961. Sa transition effectuée à l'âge de 28 ans ne la satisfaisant pas, elle obtient en première mondiale le droit de n'être reconnue ni homme, ni femme.